# Distrito de Gampaha
Gampaha (en cingalés: ගම්පහ දිස්ත්‍රික්කය; tamil: கம்பகா மாவட்டம்) es un distrito de Sri Lanka en la provincia Occidental. Código ISO: LK.GQ.
Comprende una superficie de 1 387 km².
El centro administrativo es la ciudad de Gampaha.

## Demografía
Según estimación 2010 contaba con una población total de 2 177 000 habitantes, de los cuales 1 114 000 eran mujeres y 1 063 000 varones.